# Verzasca-völgy
A Verzasca-völgy a svájci Ticino kantonban található és a locarnói közigazgatási területhez tartozik. Települések a Verzasca-völgyben: Mergoscia, Vogorno, Corippo, Lavertezzo, Brione (Verzasca), Gerra (Verzasca), Frasco és Sonogno.

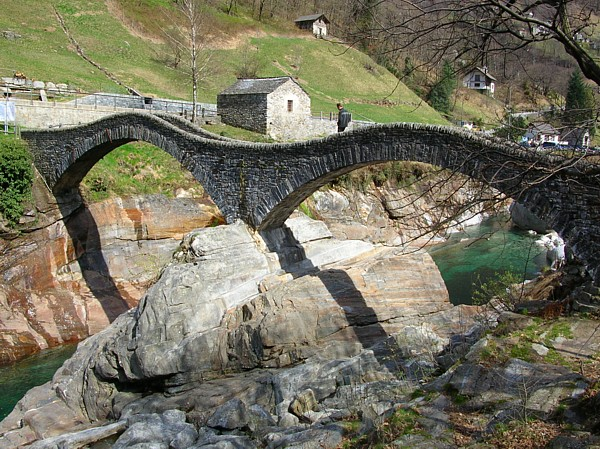
Verzasca / Ponte dei Salti

## Fekvés
A Verzasca-völgyet meredek sziklafalak veszik körül és köveit számos vízesés mossa. A házak (rustici a.m. rusztikusak) szürke kőből épültek, ablakaik fehér keretesek, a háztetők nehéz kőlemezekből készültek. Az utak melletti kápolnák a völgy lakóinak vallásosságáról tanúskodnak.

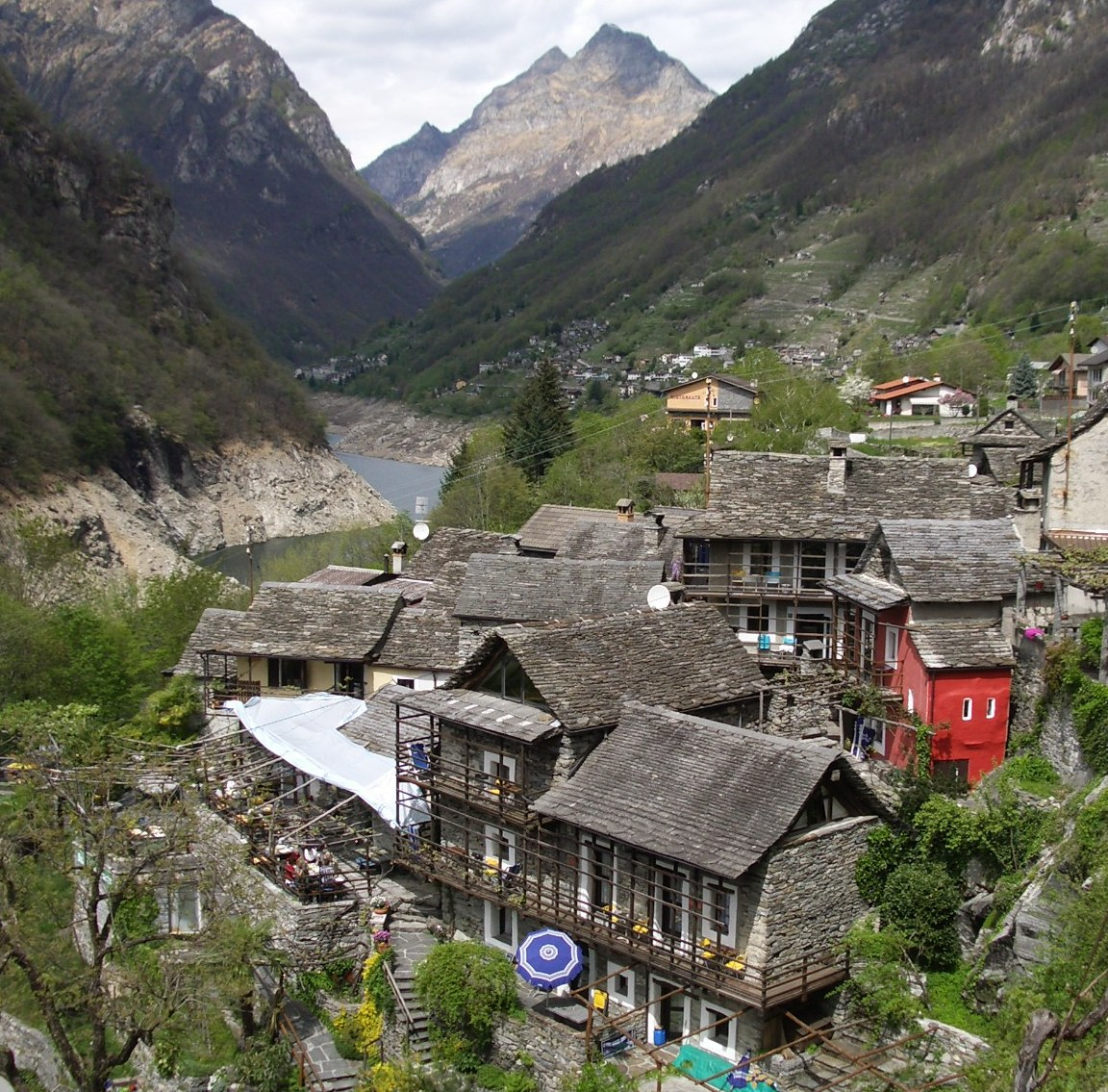
Rustici

A Verzasca-völgyben, Mergosciában található Ticino geometriai középpontja és ez az egyetlen völgy, ami csak ticinói völgyekkel határos. A Leventina és a Maggia-völgy között húzódik kb. 25 km-es hosszúságban dél-északi irányban a Lago Maggiorétól északra. Tengerszint feletti magassága 500 és 900 méter között váltakozik. A völgyet minden irányból körülvevő hegyek átlagos magassága 2400 m. Itt folyik a Verzasca-folyó, ami a völgy végében a Vogorno-tóvá duzzad, majd a Magadino-síkon a Ticino mellett a Lago Maggioréba ömlik. A felduzzasztott Vogorno-tóra építették 1961 és 1965 között, áramtermelés céljából, Európa egyik legmagasabb (220 m) duzzasztógátját. A gát tetejének hossza 380 m. A tó befogadóképessége 105 millió m³. Itt forgatták 1995-ben a Goldeneye című  James Bond-film egyik jelenetét, amelyben a főszereplő egy veszélyes ugrással a mélybe veti magát. Bungee jumpingra bárkinek lehetősége van, az ugrás 7,5 másodpercig tart.

## Éghajlat, növényzet
Mivel a Verzasca-völgy különböző magasságokban van, eltérő éghajlati zónákkal találkozhatunk. Tenero-Contrát és Gordolát a völgy hegyei megvédik az északi széltől, kis tengerszint feletti magasságának és a tó közelségének köszönhetően az éghajlata enyhe, Svájc egyik legenyhébb éghajlatú területe, ahol ritka a köd és az esőzések rövidek. Az éghajlat lehetővé teszi szőlő és mediterrán jellegű növények termesztését, ezen kívül nagy területeket fednek szelídgesztenye-erdők és pálmák.  A magasság növekedésével a hőmérséklet csökken, a magasabb hegyekben hegyvidéki éghajlat és alpesi klíma uralkodik. A talaj minősége is változó, ami lehetővé teszi sokfajta haszonállat tenyésztését és haszonnövény termesztését.
A völgy déli részén, 1000 m magasságig az ókori rómaiak által meghonosított szelídgesztenye az uralkodó fafajta.  A fa a trópusi fafajtákhoz hasonló tulajdonságokkal rendelkezik.
A Verzasca-völgyben él a Nera Verzasca kecske, ami nagyon hasonlít a római kecskéhez: robusztus testalkata, rövid szőre van.

## Közlekedés
Az egyetlen bejárat a völgybe autók részére a délen található Tenerótól vagy Gordolától indul. A völgy bal oldalán kezdődő út Vogornón, Corippón, Lavertezzón, Brionén (Verzasca), Gerrán (Verzasca), Frascón keresztül ér Sonognóba (Sentierone a.m. nagy ösvény). Az utat 1866 és 1871 között építették.

## Turizmus

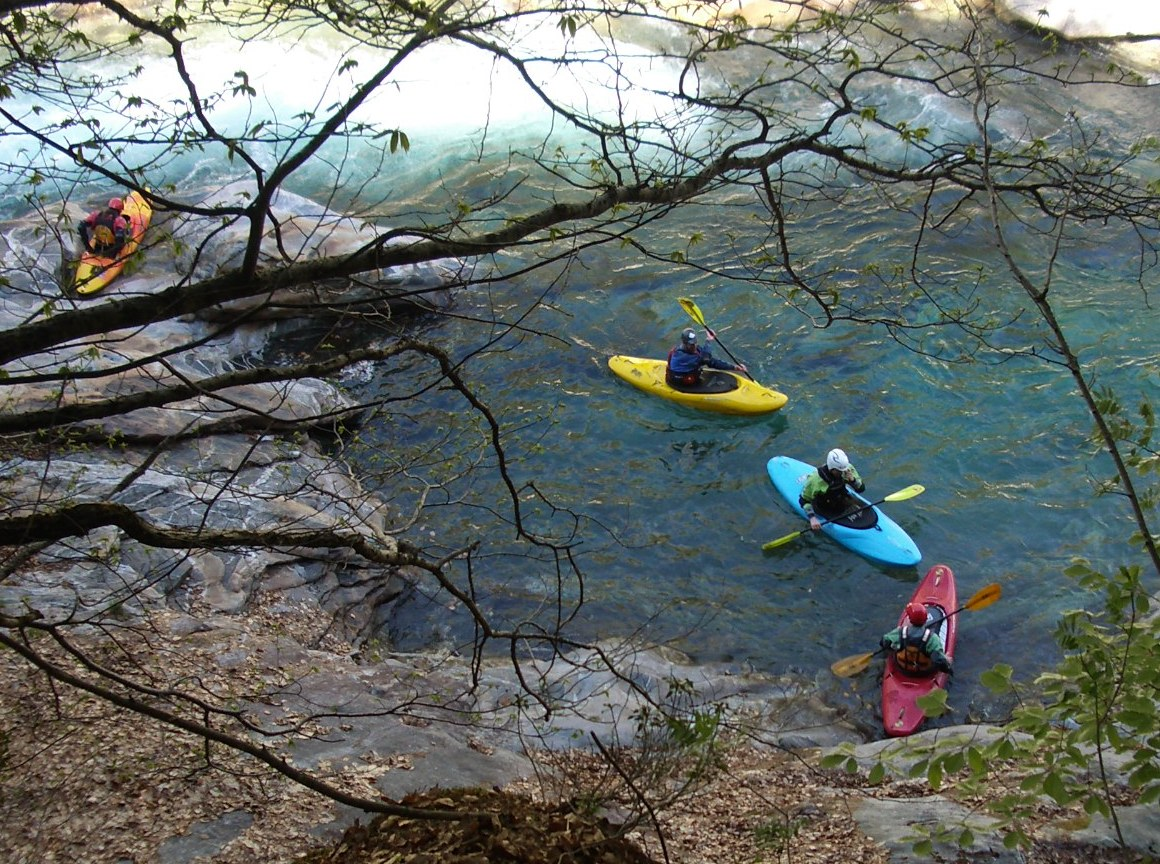
Kenusok a Verzasca-völgyben

A Verzasca-völgy eldorádó a turisták számára: számos hegycsúcs kínálkozik megmászásra, ahonnan gyönyörű kilátás nyílik a Wallisi, Berni, Glerner és Bündner Alpokra, valamint vonzóvá teszi a szomszédos völgyekbe vezető sok turistaút. Hegyi kunyhók (Barone, Cognora, Efra, Osola, Fümegna, Borgna) szálláslehetőséget és ellátást biztosítanak az arra járóknak.
A Sentierone Valle Verzasca piros-fehér jelzésű turistaút Tenerótól Sonognóig vezet.
A Via Alta della Verzasca (VAV) Svájc egyik legvadabb és vadregényesebb hegyi turistaösvénye (SAC-Wanderskala = T6 → természetjáró skála). Elhagyott alpeseken, szakadékokon és nehezen megközelíthető mellékvölgyeken keresztül vezet az út; a legveszélyesebb, illetve legnehezebb helyek drótkötéllel vannak biztosítva.
A Verzasca-folyó nagyon kedvelt a kenusok és búvárok körében.

## Történelem
Mivel a völgy nehezen elérhető, kevesen zaklatták a vidéket a történelem folyamán, így meg tudta őrizni eredetiségét. A Verzasca torkolatánál talált, a kőkorszakból (i.e. 1800) származó kőfajták egy nagyon régi településre utalnak a Verzasca-térségben. Berzonában (Vogorno része) a turistaösvényen található egy nagy, valószínűleg i.e. 600-700-ban megmunkált kő, a „Sass di Striöi” (boszorkánykő). A Verzasca-völgyben összesen 90 ilyen vésett szikla található. Teneróban 1880-ban találtak egy nekropoliszt az 1. és 2. századból. A leletek (bronztárgyak, amfórák, pénzérmék) a locarnói Castello dei Visconti Régészeti Múzeumban kerültek kiállításra.
Feltehetőleg 1000 környékén alapítottak a völgy lakói egy közösséget (comunitá) négy falu egyesülésével: A közösség a locarnói egyházközösséghez tartozott, de 1398-ban fellázadtak ellene. 1410 és 1500 között a völgy a Savoyaiak, Leventinek, majd a Ruscák fennhatósága alá került. 1803-ban a Verzasca-völgyet körzetté (circolo) nyilvánították, székhelyének Lavertezzót nevezték ki. 